# Классификация секретной информации в США

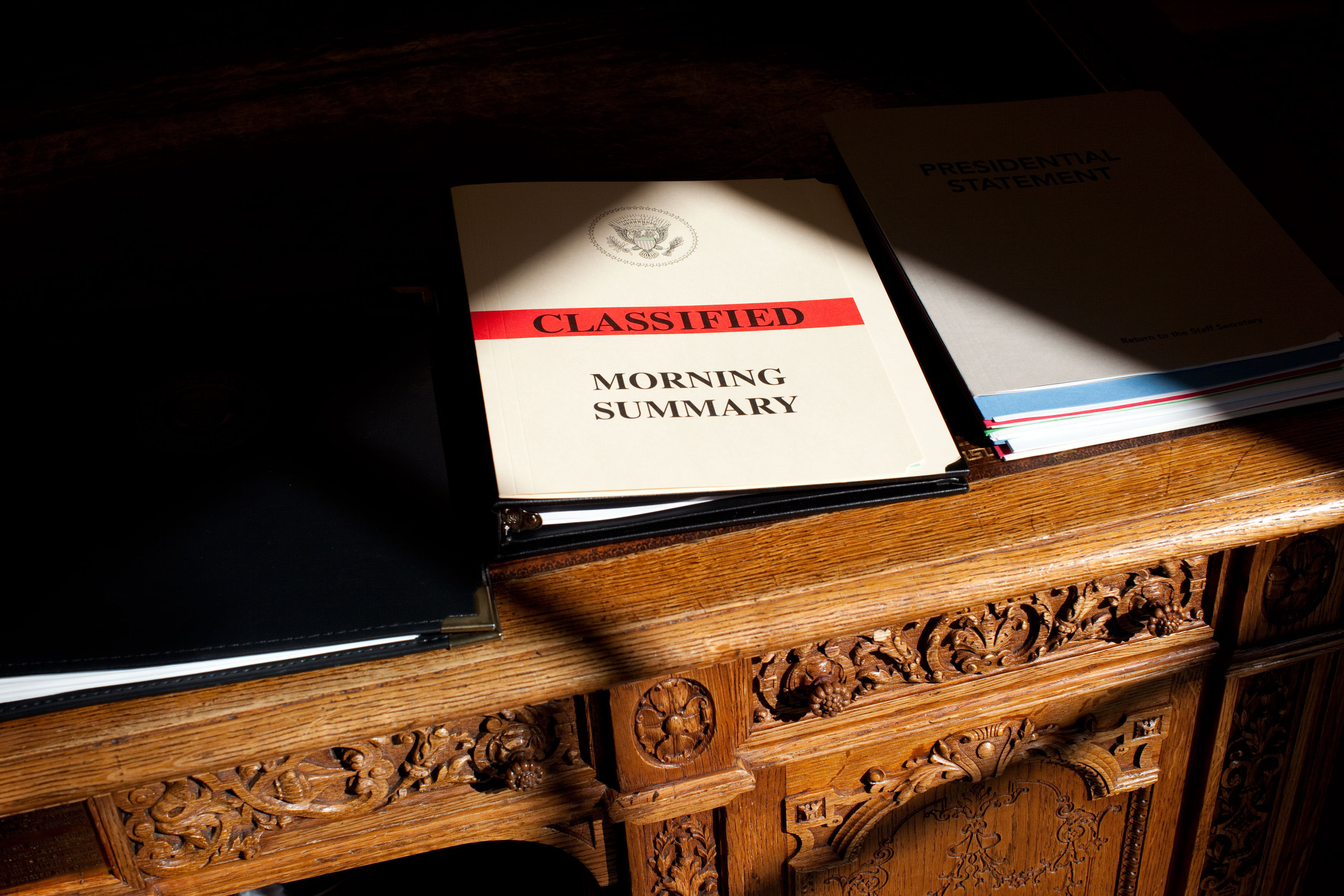
Подборка секретных и несекретных документов на президентском столе Барака Обамы в Овальном кабинете

Система классификации секретной информации, действующая в США в настоящее время, установлена Указом 13526 президента Барака Обамы, изданным в 2009 году и заменившим ранее существовавшие нормативные акты в сфере засекречивания информации. Указ 13526 устанавливает систему классификации, порядок засекречивания, рассекречивания и обработки информации, созданной правительством США, его сотрудниками и подрядчиками, а также информации, полученной от других органов власти.
При оценке степени секретности информации в США используется термин information sensitivity, не имеющий точного аналога в русском языке и обозначающий уровень ущерба, который может нанести национальной безопасности США раскрытие данной информации. В США есть три уровня секретности информации, по мере возрастания: «Confidential» («секретно»), «Secret» («совершенно секретно») и «Top Secret» («совершенно секретно, особой важности»).

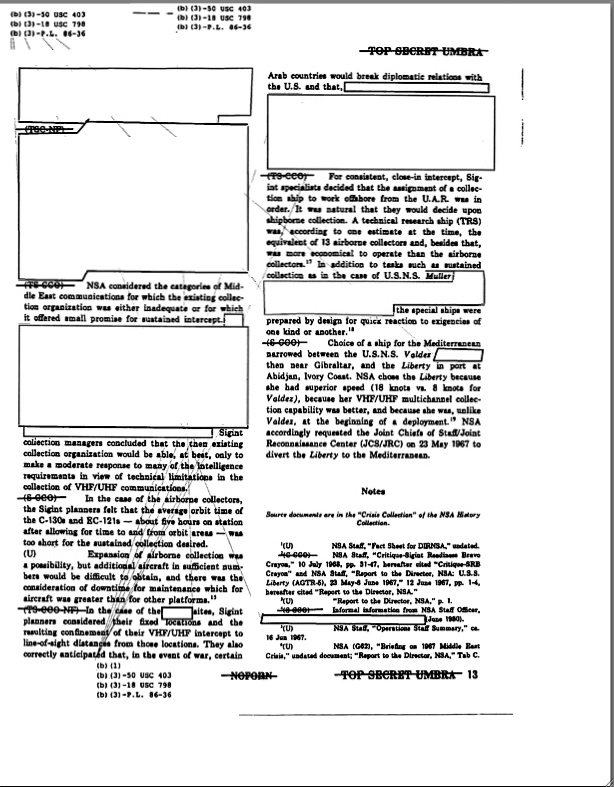
Пример секретного документа правительства США — стр. 13 доклада АНБ США об инциденте с USS Liberty, произошедшем 8 июня 1967 года, частично рассекреченного и обнародованного в июле 2003 года. Уровень секретности — «особой важности», обозначенный кодовым словом UMBRA, показан в верхней и нижней части страницы. Кроме секретной, документ содержит и фрагменты несекретной информации

В законодательстве США не существует единого Закона о государственной тайне, подобного тому, которые имеются в законодательстве Великобритании (Закон о государственной  тайне (1989)), Канады (Security of Information Act), Новой Зеландии (The Official Secrets Act 1951), Индии (Official Secrets Act) и других стран, хотя федеральный Закон США о шпионаже (1917) содержит схожие нормы. В силу этого разглашение секретной информации в США, строго говоря, не является незаконным. Представители законодательной и исполнительной ветвей власти, в том числе президенты США, нередко организовывали «утечки» секретной информации журналистам. Конгресс США неоднократно сопротивлялся принятию закона, который запрещал бы в целом раскрытие секретной информации. Вместо этого в США существует «лоскутная» система законов об уголовной ответственности только за разглашение определённых типов секретной информации, да и то лишь при определённых обстоятельствах. В судебных процессах, в том числе по делам о шпионаже, были нередки ситуации, когда судьи принимали решение по каждому документу — насколько правомерно его отнести к категории «секретных». Кроме того, по закону, информация не может быть засекречена для того, чтобы покрыть незаконную деятельность; информация может быть засекречена только в интересах защиты национальной безопасности.

## Терминология о секретности информации

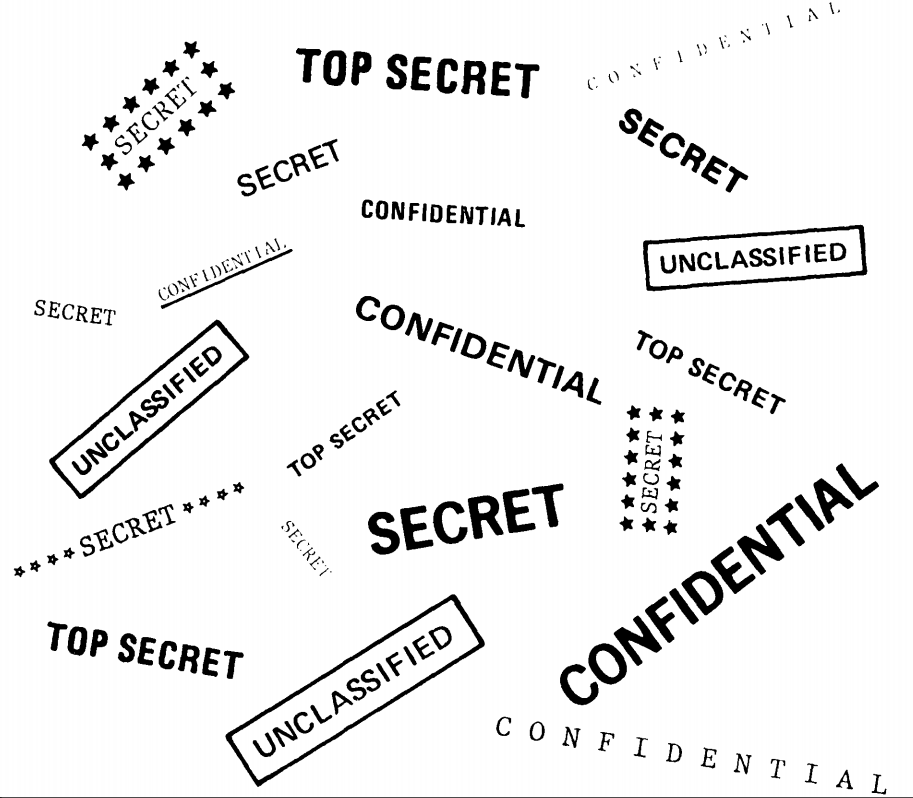
Используемые в США классификационные отметки, наносимые на носители информации в зависимости от степени секретности содержимого

Согласно Указу 13526, информация является секретной, если она имеет одну из трёх отметок: «секретно», «совершенно секретно» и «совершенно секретно, особой важности». Информация, которая не имеет таких пометок, называется «открытой информацией» (англ. Unclassified information).
Термин «рассекреченная информация» (англ. declassified) используется в отношении информации, с которой снят гриф секретности. Термин «уровень секретности снижен» (англ. downgraded ) относится к информации, которая отнесена к более низкому уровню секретности, но продолжает быть засекреченной. Многим правительственным документам уровень секретности понижается автоматически, а через некоторое время происходит рассекречивание.
В отношении информации, которая не имеет грифа секретности, но распространение которой подлежит ограничению, правительство США использует также термины:
- англ. Sensitive Security Information (SSI) — «информация, затрагивающая вопросы безопасности»;
- англ. Critical Program Information (CPI) — «критическая программная информация»;
- англ. For Official Use Only (FOUO) — «только для служебного пользования» ;
- англ. Restricted — «для служебного пользования»;
- англ. Limited Distribution (LIMDIS) — «распространение ограничено»;
- англ. Law Enforcement Sensitive (LES) — «для правоохранительных органов», и другие.

Кроме того, в вооружённых силах США для документов ограниченного доступа используются пометки:
- англ. For training, otherwise — «для учебных целей, в остальных случаях…»;
- англ. Confidential - modified handling authorized (CONF-MHA) — «рассекречен, можно передавать открыто»;
- англ. Modified clear (MOD CLEAR) — «видоизменённый открытый» (для случаев, когда открытый текст содержит кодовые слова)[2].

В случаях, когда документация несекретного характера передаётся закрытым текстом, после грифа «Confidential» на ней ставится пометка RUUP (Regrade Unclassified Upon Receipt — «По получении считать несекретным») или EFTO (Encrypt For Transmission Only — «Зашифровано только для передачи»).
Причины ограничений на распространение информации могут включать в себя контроль за экспортом военных технологий и технологий двойного назначения, политику приватности, постановления суда, идущие уголовные расследования, равно как и вопросы национальной безопасности. Информацию, которая никогда не была засекречена, специалисты в сфере секретной информации иногда называют «открытым источником». Термин «значимая для общественной безопасности» (англ. Public Safety Sensitive (PSS)), по аналогии с информацией «для правоохранительных органов» относится к информации, которая связана с службами общественной безопасности (органы правопорядка, пожарные и неотложная медицинская помощь). По мнению профессора Гарвардского университета П. Гелисона, правительство США выпускает больше секретной, чем несекретной информации.

## Уровни секретности информации, используемые правительством США
Правительство США засекречивает информацию в зависимости от степени ущерба, который может нанести национальной безопасности несанкционированное разглашение данной информации. При этом допуск к секретной информации определённого уровня не означает, что сотрудник, имеющий допуск, может быть ознакомлен со всеми документами данного уровня секретности. Например, все американские военные лётчики должны иметь допуск к документам уровня «секретно», но при этом они могут получить доступ только к документам, непосредственно связанным с конкретным заданием. Существует также система дополнительных уровней допуска к секретной информации. Например, доступ к документу с пометкой «Секретно//COMINT» (S-SI) может получить только сотрудник с допуском к документам уровня «Секретно» и выше, и имеющий, кроме того, дополнительный допуск к материалам радиоэлектронной разведки.

### Q

Таблица иерархии уровней допусков к секретной информации

Q clearance («Кью-допуск») — наивысший уровень секретности, используемый Министерством энергетики США, вышестоящий по отношению к совершенно секретной информации.

### Совершенно секретно, особой важности
Совершенно секретно, особой важности (англ. Top Secret) — высший уровень секретности, в случае раскрытия данная информация может представлять угрозу национальной безопасности. 

### Совершенно секретно
Совершенно секретно (англ. Secret) — второй уровень секретности. В случае разглашения может причинить «серьезный ущерб» национальной безопасности. Большая часть документов правительства США относится к этому уровню.

### Секретно
Секретно (англ. Confidential) — самый низкий уровень секретности правительственной информации. Нанесёт «ущерб» национальной безопасности, если станет достоянием гласности.

### Открытая информация
«Открытая информация» (англ. Unclassified) не является официальной категорией секретности, а является таковой по умолчанию. Незасекреченная информация при этом может иногда быть ограниченной для распространения, как например, информация категории «важно, но несекретно» (англ. (SBU)), или «только для служебного пользования» (англ. FOUO). Например, бюллетени правоохранительных служб США в период, когда Министерство национальной безопасности США подняло уровень террористической угрозы, как правило, классифицируются как «U//LES» (англ. "Unclassified - Law Enforcement Sensitive" — «Открытая информация — значимая для правоохранительных органов»). Эта информация должна распространяться только в правоохранительных органах (шерифы, полиция и т. д.), но, поскольку она не является секретной, иногда публикуется в СМИ. Информация, которая не является секретной, но в отношении которой правительство считает, что она не подпадает под действие Закона о свободе информации США, нередко классифицируется как U//FOUO (англ. Unclassified—For Official Use Only — «Открытая, только для служебного пользования»). В дополнение к категории FOUO, информация может быть классифицирована также в зависимости от её доступности для распространения (например, информация «Distribution D» может быть выдана только представителям подрядных организаций, список которых утверждён Министерством обороны США)). Кроме того, маркировка NOFORN (что означает «не для иностранных граждан») применяется к любой информации, которая не может распространяться среди лиц, не являющихся гражданами США. Документы, подпадающие под действие законодательства США о контроле за экспортом, также имеют определённую маркировку.
Наконец, уровень секретности информации может быть повышен при её агрегировании. Например, конкретные технические характеристики системы оружия могут быть классифицированы как «секретные», но документ, отражающий совокупность всех технических характеристик данной системы, может иметь статус «совершенно секретно». Использование открытой информации с дополнительными ограничениями на распространение растёт с течением времени в правительстве США.
В сентябре 2005 года Дж. Уильям Леонард, директор Бюро информационной безопасности Национального управления архивов и документации заявил в своём интервью: 

Ни один человек в правительстве не может идентифицировать все контролируемые и открытые [категории информации], не говоря уж о том, чтобы описать все правила [работы с ними].— Michael J. Sniffen. Report: Gov't Secrecy Grows, Costs More. Associated Press, September 5, 2005.

### Контролируемая открытая информация
Один из выводов комиссии 9/11 гласил, что «правительство хранит слишком много тайн. Для решения этой проблемы Комиссия рекомендует „заменить культуру агентств, чувствующих, что они владеют информацией, собранной за счет налогоплательщиков, на культуру, в которой эти учреждения чувствуют, что они обязаны… вернуть налогоплательщикам их инвестиции, сделав эту информацию доступной“».
В связи с тем, что правительством США использовалось более чем 100 обозначений для различных видов открытой информации, президент Джордж Буш издал 9 мая 2008 года специальный меморандум, в котором взамен существовавших ранее терминов была введена новая единая категория — «контролируемая открытая информация» (англ. Controlled Unclassified Information, CUI). Категория CUI и её подкатегории должны использоваться для идентификации несекретной информации в органах исполнительной власти, на которую не распространяются положения Указа 12958 или Закона об атомной энергии (1954), но всё же требуется контроль за её распространением. Категория CUI должна была заменить такие категории, как «только для служебного пользования» (FOUO), «важно, но несекретно» (SBU), «для правоохранительных органов» (LES).
Президентский меморандум также назначил Национальное архивное управление в качестве ответственного за внедрение концепции CUI в делопроизводство.
Меморандум от 9 мая 2008 года был отменён Указом 13556 президента Барака Обамы от 4 ноября 2010 года. Руководящие принципы этого указа направлены на создание программы классификации как секретной, так и открытой информации для всех правительственных учреждений США.
Конгресс США также предпринял шаги для решения этой проблемы, но безуспешно. Палата представителей Конгресса приняла Reducing Information Control Designations Act (HR 1323) от 17 марта 2009 года, который был передан на рассмотрение Комитета по национальной безопасности и делам правительства Сената. Поскольку сенатский Комитет не предпринял никаких действий в отношении этого законопроекта, а рассмотрение его переносилось в следующие созывы Конгресса, до настоящего времени в США не принят федеральный закон, регламентирующий статус секретной и несекретной информации.

### Категория «ограниченный доступ»
В период перед Второй мировой войной и в течение войны в США действовала категория секретности «ограниченный доступ» (англ. restricted), что по уровню ниже, чем «секретно». Эта категория больше не используется в США, но сохранена в ряде других стран и в НАТО. В настоящее время правительство США определяет уровень секретности информации, получаемой от правительств других стран, в соответствии с регламентом использования протокола Traffic Light.

### Дополнительные меры секретности
Указ 13526, который является правовой основой для засекречивания информации в США, констатирует, что «информация может быть засекречена на одном из трех уровней», с высшим уровнем «совершенно секретно» (см. раздел 1.2). В то же время этот указ предусматривает программы особого доступа к информации, требующей дополнительных мер безопасности (п. 4.3). Законодательство США также имеет специальные положения в отношении доступа к информации, связанной с криптографией (18 USC 798) и атомной энергетикой.

## Усиление мер секретности
После утечки секретной информации, организованной бывшим сотрудником АНБ Э.Сноуденом, в США предпринимается ряд мер по усилению режима доступа к секретной информации. Как заявил летом 2013 года первый заместитель министра обороны США Эштон Картер, в Пентагоне предполагается ввести так называемое «правило двух лиц» — когда секретный документ будет доступен сотруднику только после получения соответствующего разрешения со стороны другого сотрудника спецслужб. Аналогичный режим обеспечения безопасности действует, в частности, на американских военных ядерных объектах.

## Процедура засекречивания документов американского правительства
При засекречивании документов орган и лицо, наделённое правительством США полномочиями определять уровень секретности и причину засекречивания документов, изначально определяет соответствующий уровень секретности, а также причину, по которой данная информация должна быть засекречена. Также определяется, как и когда этот документ будет рассекречен, и на документ наносится соответствующая маркировка. Причины засекречивания и требования к информации, которая будет засекречена, описаны в президентском Указе 13526 (Часть 1).
Подавляющее большинство секретных документов правительства создаются как «производные засекреченные». Например, если одна страница информации, взятой из секретного документа, помещается в документ вместе с 100 страницами несекретной информации, такой документ в целом будет секретным. Правила засекречивания (часто игнорируемые) предусматривают, что каждый параграф документа должен иметь маркировку: U (Unclassified) — открытая информация, C (Confidential) — «секретно», S (Secret) — «совершенно секретно», и TS (Top Secret) — «совершенно секретно, особой важности». Таким образом, в приведённом примере, только один параграф должен иметь маркировку S. Если этот параграф находится с двух сторон листа, то страница должна быть отмечена SECRET сверху и снизу.
Обзор, подготовленный в 2008 году Управлением директора национальной разведки, отмечает значительные различия в подходах к политике засекречивания у разных представителей разведывательного сообщества США. В частности, в обзоре отмечено: «определение „национальной безопасности“ и что представляет собой разведка — и, таким образом, что должно быть засекречено — неясно… Как представляется, нет ни общего понимания уровня секретности в различных руководствах по засекречиванию, ни последовательных указаний относительно того, что представляет собой „ущерб“, „серьезный ущерб“, или „исключительно серьезный ущерб“ национальной безопасности… Существует широкий разброс взглядов по применению уровней секретности».
В обзоре рекомендуется соответствующим органам четко обозначить основу для засекречивания информации, например определить, являются ли критичными фактическое содержание информации, её источник, метод, с помощью которого она была проанализирована, дата и место её получения. Текущая политика требует, чтобы специалист, засекречивающий информацию, быть способен описать основания для засекречивания, но не то, что он сделал фактически.

Процедурные требования к работе с различными носителями секретной и иной конфиденциальной информации
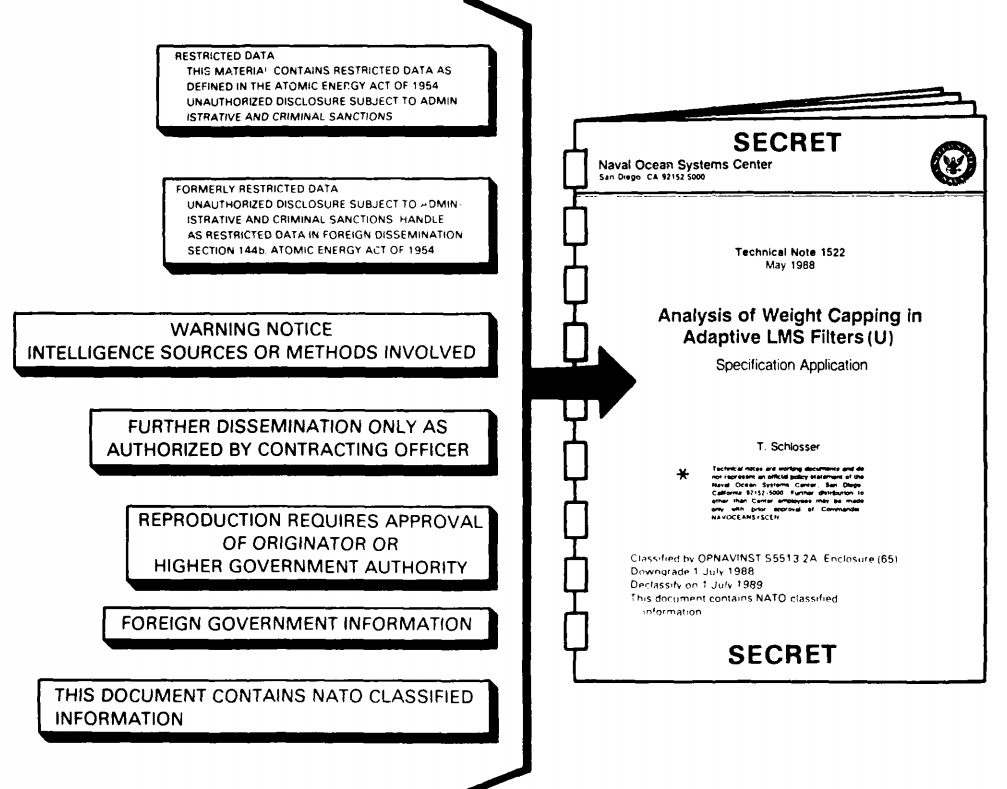
Стандартные поля для маркировки
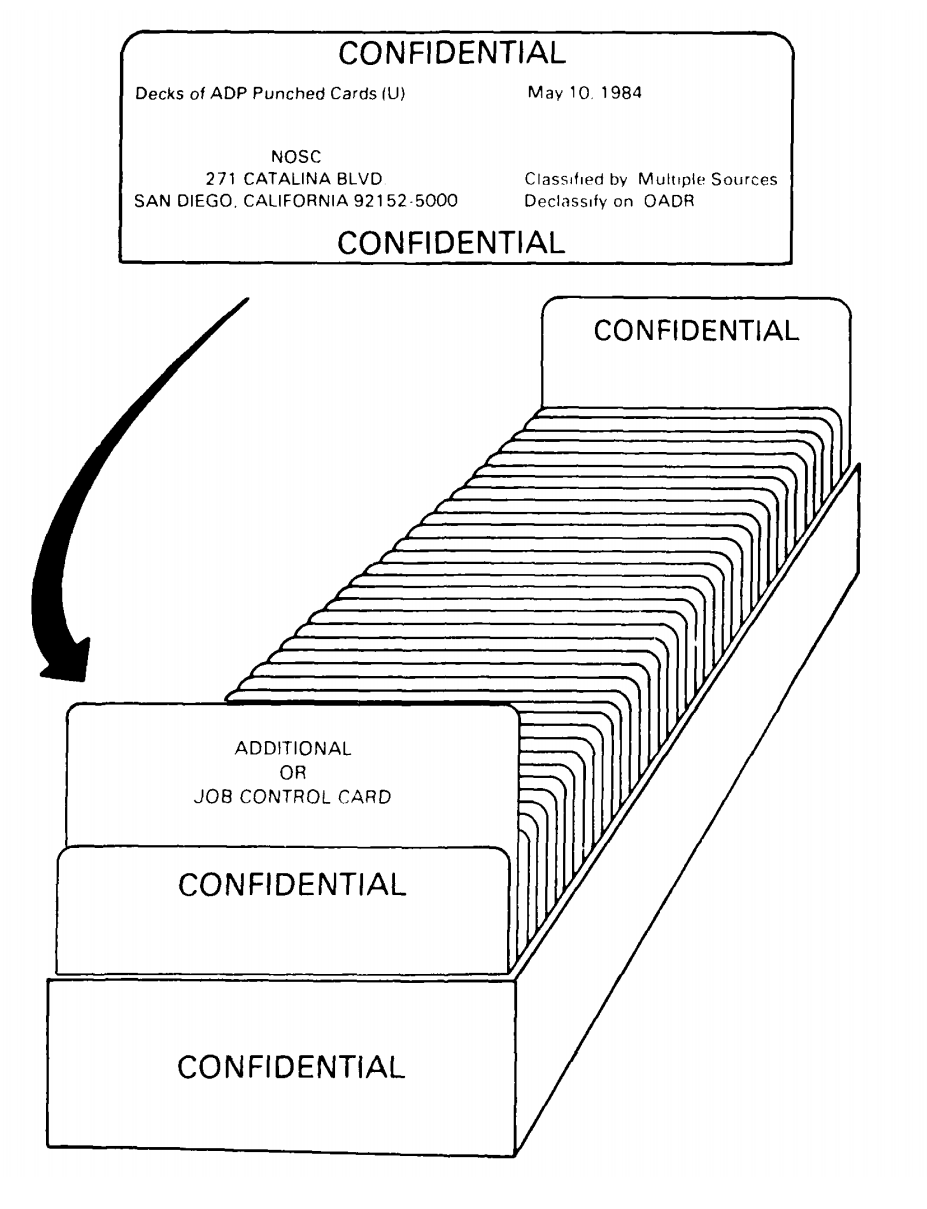
Выдвижные ящики с секретной информацией
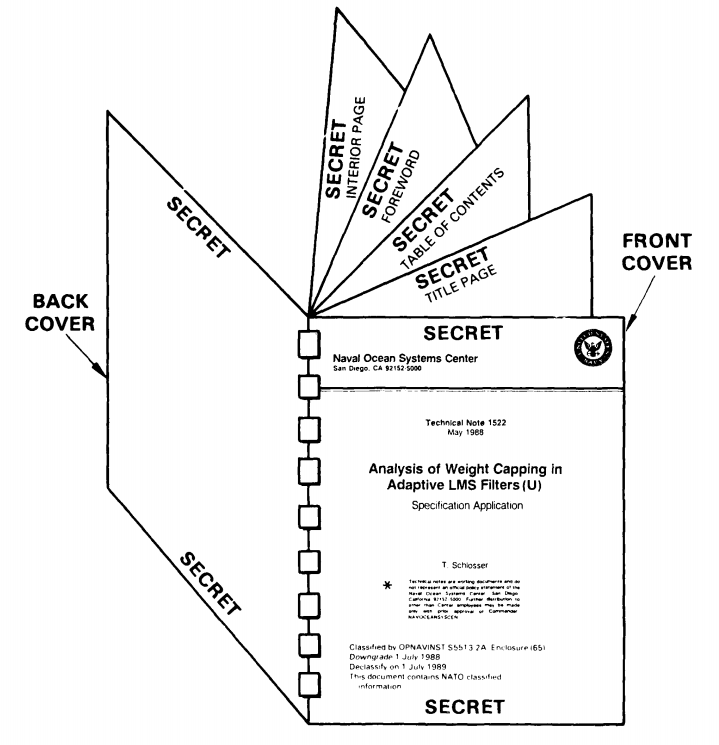
Документы в обложке
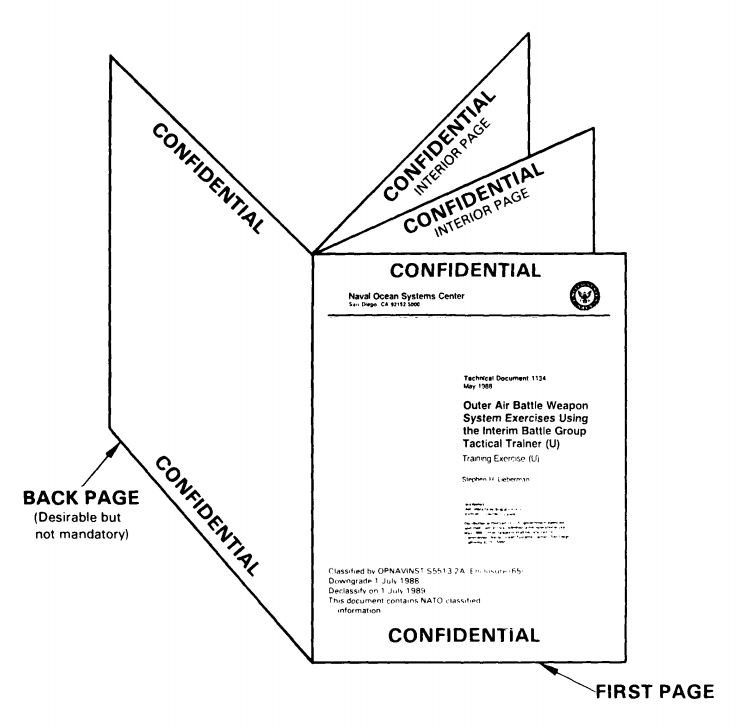
Документы без обложки
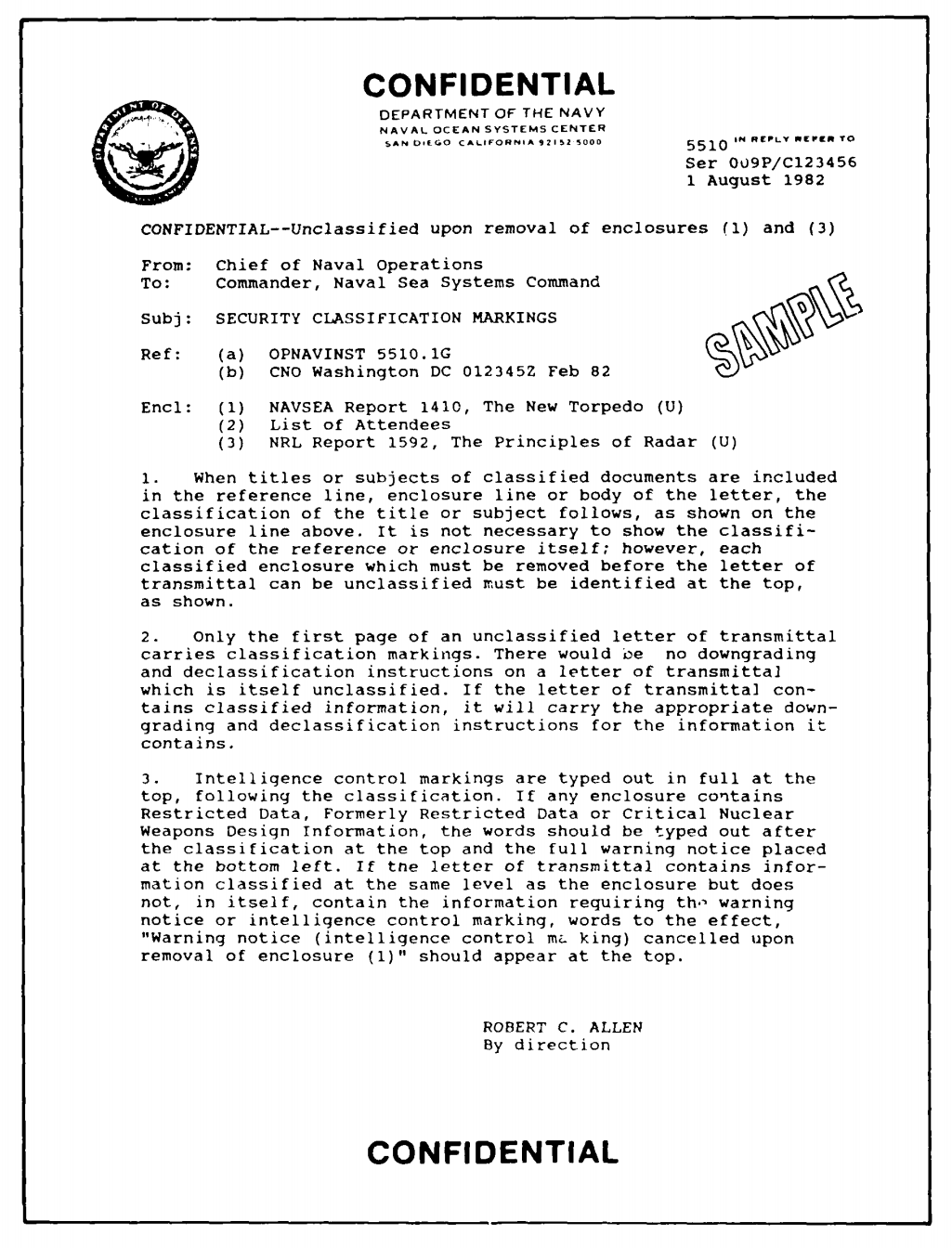
Письмо для служебного ознакомления
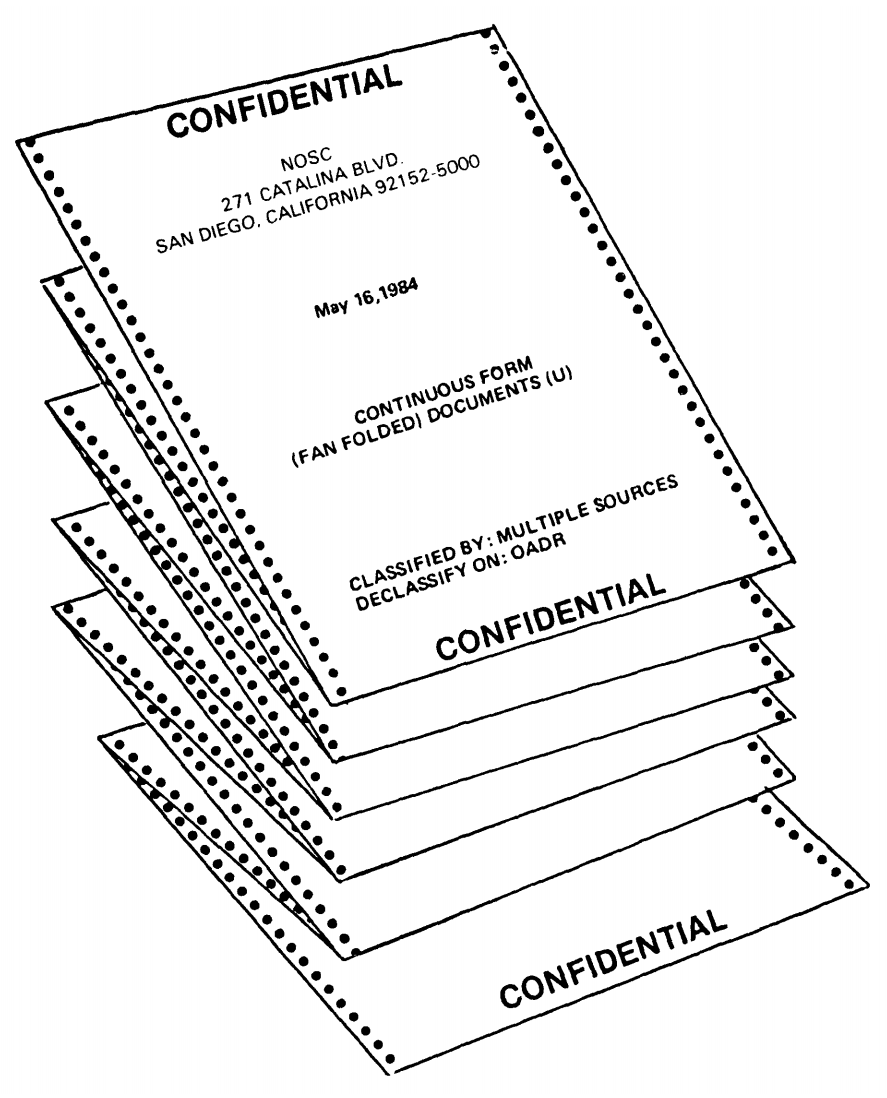
Документ непрерывной формы
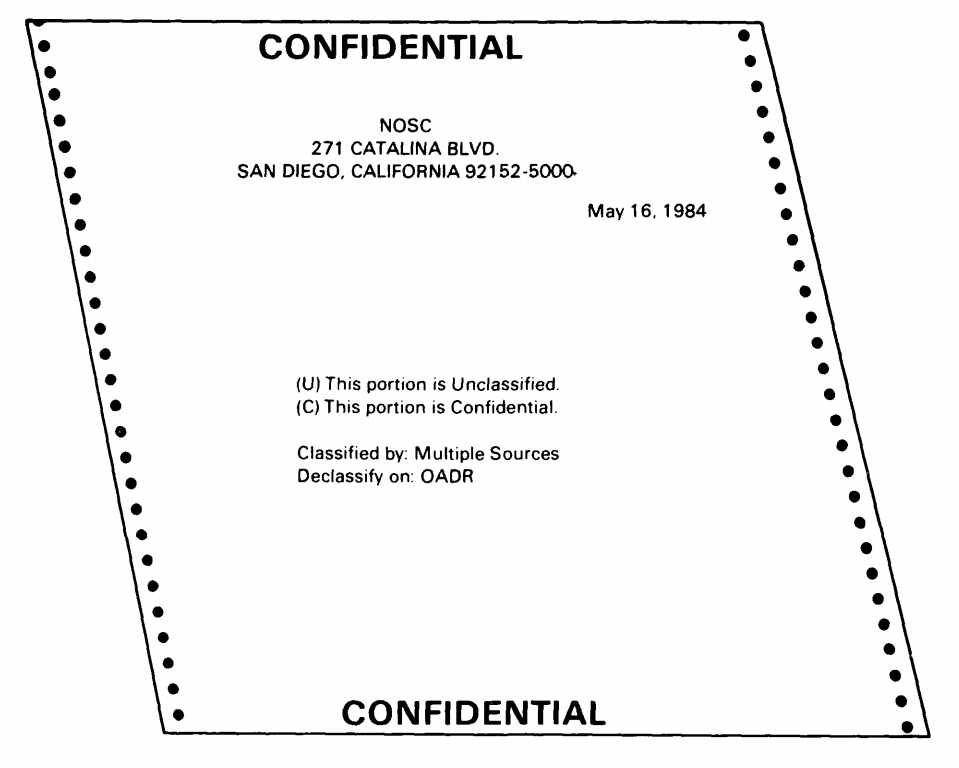
Фрагмент документа непрерывной формы
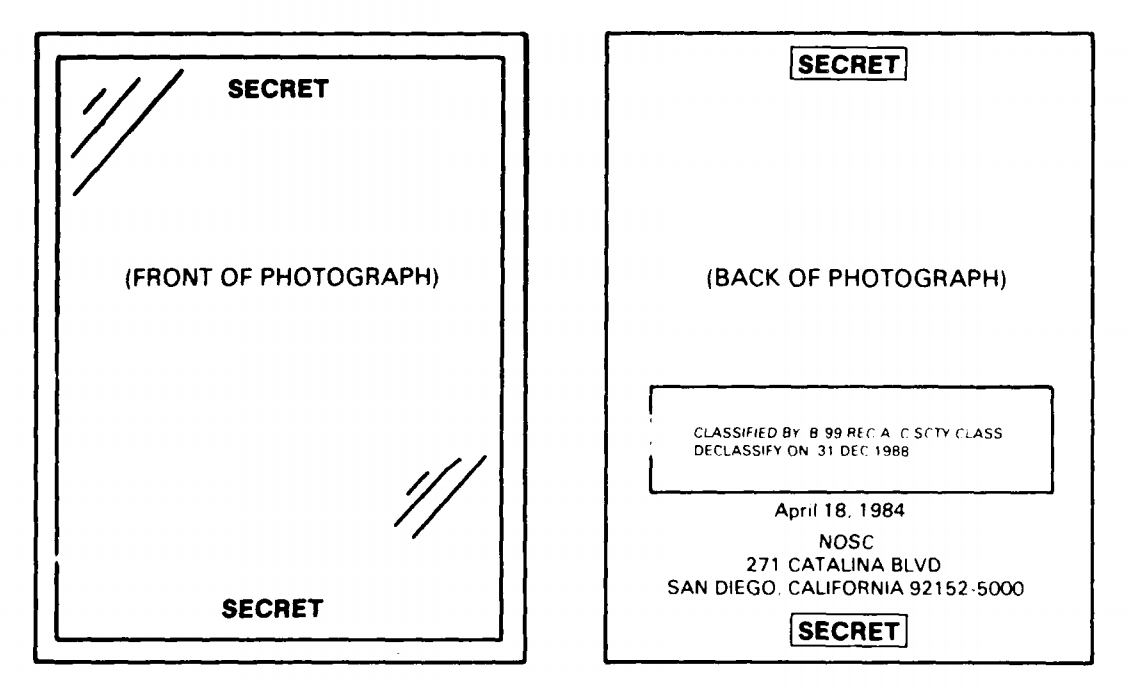
Фотографии и слайды
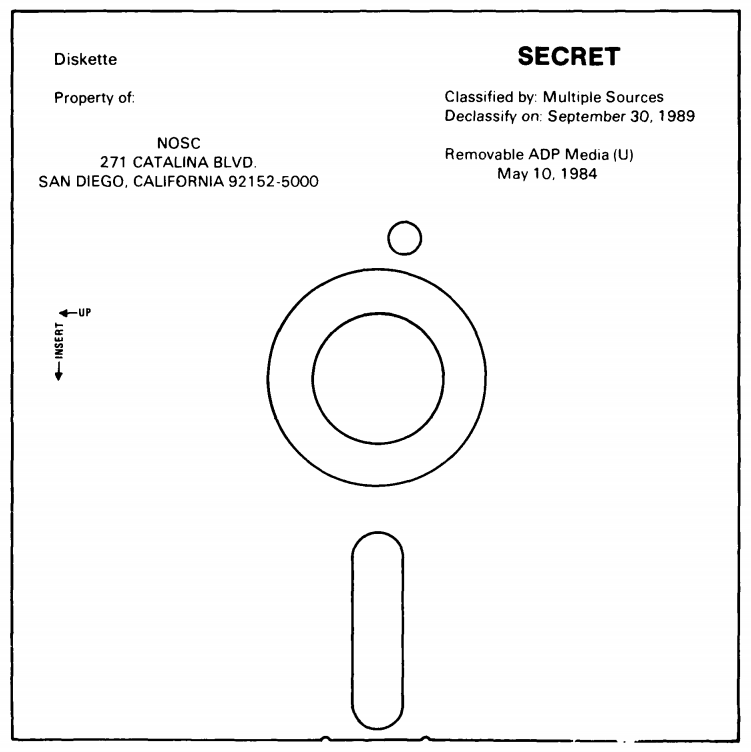
Цифровые носители информации (дискета)
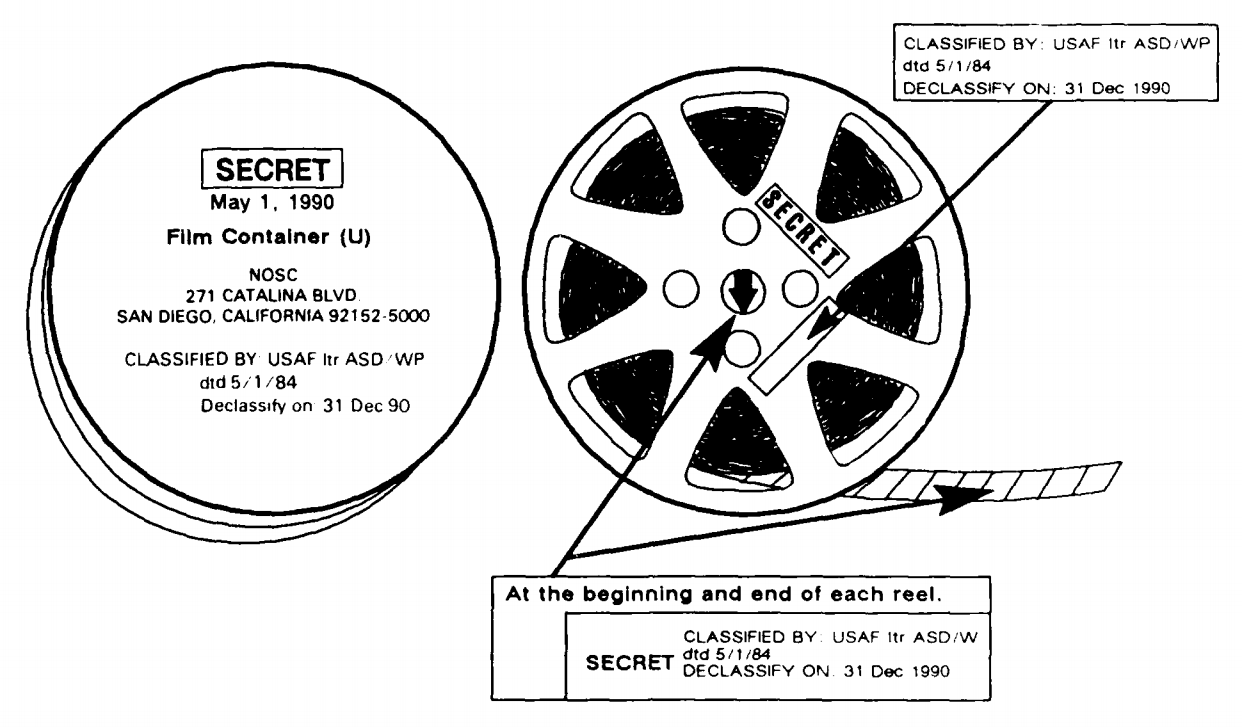
Бобины с аудиовизуальной информацией
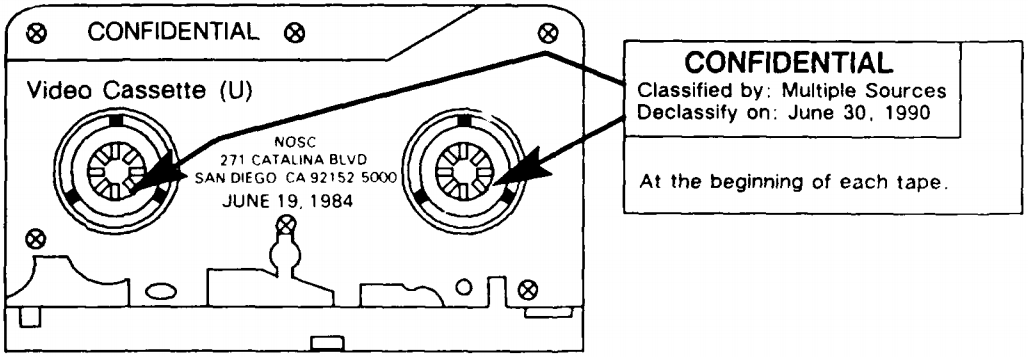
Кассеты с аудиовизуальной информацией
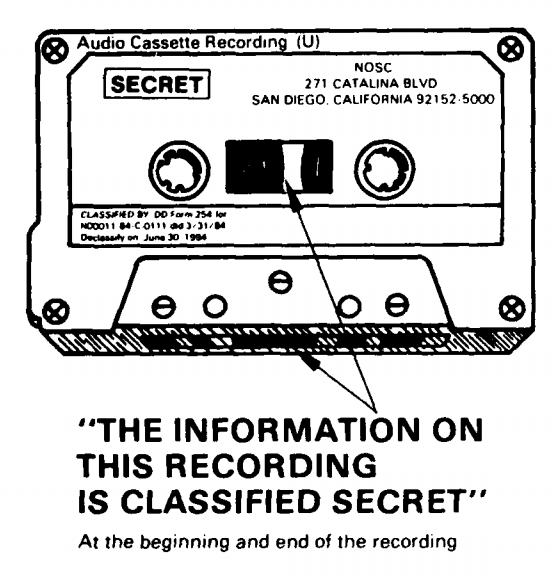
Аудиокассеты
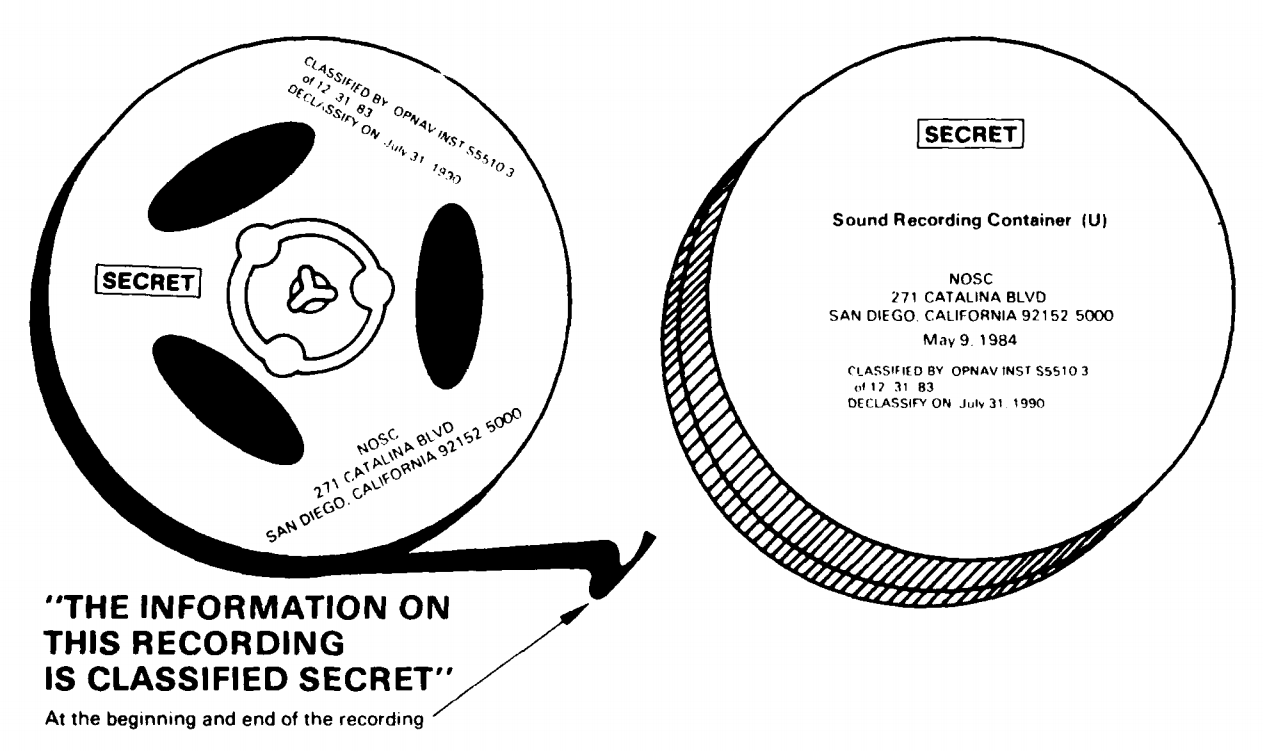
Аудиобобины
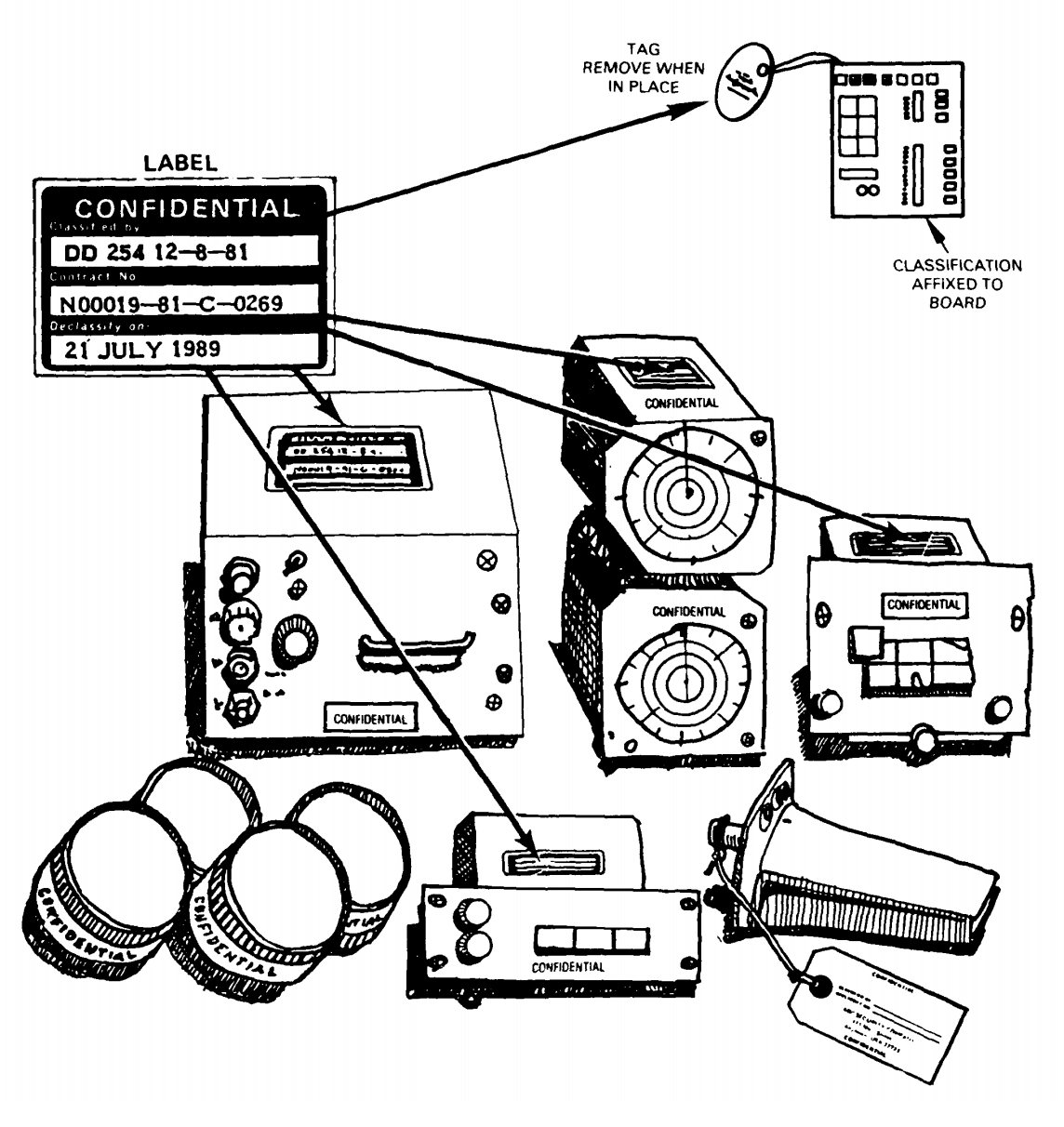
Отметки на зарубежной информации

### Классификационные категории
Засекречиваемый документ помечается числом «1.4», а затем — одной или несколькими буквами (от «a» до «h», в зависимости от тематического содержания):
- 1.4 (а) военные планы, системы вооружения или военные операции;
- 1.4 (b) иностранная правительственная информация;
- 1.4 (с) разведывательная деятельность, её источники или методы, или криптография;
- 1.4 (d) международные отношения и внешнеэкономическая деятельность Соединённых Штатов, в том числе конфиденциальные источники;
- 1.4 (e) научно-технические или экономические вопросы, касающиеся национальной безопасности, включает защиту от международного терроризма;
- 1.4 (f) программы по охране ядерных материалов и объектов;
- 1.4 (g) уязвимости систем, сооружений, инфраструктуры, проектов, планов и услуг, относящихся к национальной безопасности, включая защиту от международного терроризма;
- 1.4 (h) оружие массового уничтожения.

## Обмен секретной информацией с другими странами
Если Соединённые Штаты хотят поделиться секретной информацией на двусторонней (или многосторонней) основе со страной, с которой заключено соглашение об обмене секретной информацией, данная информация маркируется «REL TO USA» и трёхбуквенным кодом страны-получателя. Например, если США хотят передать секретную информации правительству Канады, это будет документ, маркированный «REL TO USA, CAN». Есть также секретная информация, передаваемая организациям или группам стран, как, например, НАТО или UKUSA. Эти страны/организации должны поддерживать первоначальный уровень секретности полученных документов.
Для обмена конфиденциальной информацией между государственными учреждениями и корпорациями стран «большой семерки» был разработан специальный протокол Traffic Light. Этот протокол в настоящее время принят в качестве основы для защищённого обмена информацией более чем в 30 странах. Протокол предусматривает четыре уровня секретности информации — «красный», «жёлтый», «зелёный» и «белый».

### На русском языке
- Нелюбин Л.Л. Перевод боевых документов армии США. Издание 2-е, перераб. и доп. — М.: Воениздат, 1989. — 270 с. — ISBN 5-203-00418-8.

### На английском языке
- Stansfield Turner. Burn Before Reading: Presidents, CIA Directors, and Secret Intelligence. — Hyperion book, 2006. — ISBN 0-7868-6782-5.
- Walter LaFaber. The Deadly Bet:LBJ, Vietnam, and the 1968 Election (Vietnam: America in the War Years). — Oxford: Rowman & Littlefield Publihers,inc., 2005. — ISBN 978-0-7425-4392-8.
- Gretchen Peters. Seeds of Terror:How Drugs, Thugs, and Crime Are Reshaping the Afghan War. — N.Y: St.Martin’s Press, 2009. — ISBN 978-0-312-37927-8.